# Andrew Kumagai
Andrew Kumagai (熊谷 アンドリュー Kumagai Andrew?, Kanagawa, 6 de junio de 1993) es un futbolista japonés que juega como centrocampista en el Zweigen Kanazawa.

## Trayectoria

### Clubes
| Club                      | País  | Año       |
| ------------------------- | ----- | --------- |
| Yokohama F. Marinos       | Japón | 2012-2017 |
| Shonan Bellmare (cedido)  | Japón | 2014      |
| J. League sub-22 (cedido) | Japón | 2014      |
| Zweigen Kanazawa (cedido) | Japón | 2016      |
| JEF United Chiba (cedido) | Japón | 2017      |
| JEF United Chiba          | Japón | 2018-2024 |
| Zweigen Kanazawa          | Japón | 2024-     |

## Palmarés

### Títulos nacionales
| Título             | Club                | País  | Año  |
| ------------------ | ------------------- | ----- | ---- |
| Copa del Emperador | Yokohama F. Marinos | Japón | 2013 |